# Pterigynandrum
Pterigynandrum (Zwirnmoose) ist eine Gattung von Laubmoosen aus der Familie Pterigynandraceae.

## Merkmale
Die Pflanzen bilden grüne bis gelbgrüne, niederliegende bis herunterhängende, glatte Rasen. Die Stämmchen sind unregelmäßig verzweigt, die Äste schlank und kätzchenförmig beblättert. Pseudoparaphyllien sind fadenförmig und spärlich vorhanden oder fehlen. Die dicht stehenden, aufrechten bis einseitswendigen Blätter sind elliptisch und stumpf bis spitz, die Blattränder unten zurückgebogen und oben gesägt, die kurze Blattrippe doppelt oder einfach. Die Laminazellen sind länglich-rautenförmig, meist dickwandig und an der Unterseite mit Papillen besetzt. Blattflügelzellen sind klein und subquadratisch.
Der Sporophyt besitzt eine aufrechte, zylindrische Kapsel mit doppeltem, kurzem Peristom und einer kappenförmigen Kalyptra.

## Verbreitung
Die Gattung ist auf der Nordhalbkugel boreal-montan verbreitet.
Von der weltweit aus zwei Arten bestehenden Gattung kommt in Europa nur Pterigynandrum filiforme vor.